# Sergej Garmaš
Sergej Leonidovič Garmaš (též podle ukrajinské verze jména Serhij Leonidovyč Harmaš, rusky Сергей Леонидович Гармаш, ukrajinsky Сергій Леонідович Гармаш, * 1. září 1958 Cherson) je ruský divadelní a filmový herec ukrajinského původu.

## Život
Narodil se do skromné rodiny, jeho matka dokončila jen sedm tříd základní školy, otec byl řidič, který si později doplnil vzdělání a začal vykonávat řídicí funkce. Sám patřil mezi problémové děti. Toužil stát se námořníkem, ale nakonec si kvůli snadným přijímacím zkouškám vybral divadelní učiliště v Dněpropetrovsku, kde vystudoval loutkoherectví. Po absolvování základní vojenské služby pokračoval ve studiích činoherectví ve studiu MCHATu v Moskvě a po jejich skončení se v roce 1984 stal členem souboru divadla Sovremennik. Postupně se vypracoval v jednoho z klíčových herců divadla a nastudoval pestrý repertoár (např. Lopachin ve Višňovém sadu, starší bratr v Bratrech Karamazových, Alfons v dramatizaci Tří kamarádů, kapitán Lebjadkin v dramatizaci Běsů, Famusov v Hoři z rozumu, Očiščonnyj v Balalajkin a spol. a další). Od roku 2009 se začal věnovat i divadelní režii (představení Murlin Murlo dramatika Nikolaje Koljady).
Hrál ve více než 80 filmech. První filmovou rolí Garmaše byla úloha Ivana Urina ve filmu Oddíl, natáčeném v roce 1984. Účinkoval také v mnoha televizních inscenacích a seriálech. Vyniká v rolích skutečného charakteru, často jde o postavy pevné, přímé, někdy až kruté.
Už v prvním ročníku studia MCHATu se seznámil s Innou Timofejevovou. Byli přátelé do doby, kdy se Garmaš porval v restauraci při návštěvě svého bratra, Timofejevová se pak o něj starala v nemocnici a poté ho nastěhovala k sobě domů. Nakonec se vzali a mají spolu dceru Darju a syna Ivana. Timofejevová je také herečka v divadle Sovremennik.

## Filmografie
Výběr z filmografie
- Oddíl (Otrjad, 1984, 1986[5]) – Ivan Urin
- Pervyj pareň (1986) – traktorista Kolja Gubin
- Ivan Veliký (Ivan Velikij, 1987) – Ivan Vladyko
- Odnaždy v děkabre (1988) – Igor, Viktor
- Běsy (1992) – Šatov
- Život a neobyčejná dobrodružství vojáka Ivana Čonkina (1993) – kapitán Miljaga
- Operacija "Ljucifer" (1993) – Jurij Malcev
- Mastěr i Margarita (1994) – básník
- Vremja tancora (1997) – Fjodor Kikoť (Fidel), o tomto filmu Garmaš řekl, že to byla prvotřídní práce s režisérem Vadimem Adbrašitovem.[1]
- Vorošilovskij strelok (1999) – kapitán milice Košajev
- Kamenskaja – major Jurij Korotkov
  - Kamenskaja 1 (šestidílná televizní série, 1999)
  - Kamenskaja 2 (čtyřdílná televizní série, 2002)
  - Kamenskaja 3 (čtyřdílná televizní série, 2003)
  - Kamenskaja 4 (třídílná televizní série, 2005)
- Puberta (Něžnyj vozrast, 2000) – Semjon Semjonovič
- Mechaničeskaja sjuita (2001) – Jevgenij Markeranc
- Milenec (Ljubovnik, 2002) – Ivan
- Můj nevlastní bratr Frankenstein (Moj svodnyj brat Frankenštějn, 2004) – Kurbatov
- Svoji (Svoi, 2004) – čekista
- Doktor Živago (televizní seriál, 2005) – Antipov
- Překladatelka (Igra slov: Perevodčica oligarcha, 2006) – Oleg Kuzmič Silov
- Kružovnik (2006) – generálplukovník Nikolaj Laptěv
- Dvanáct (2007) – třetí porotce
- Katyň (2007, Polsko) – kapitán Popov
- Morfij (2008) – Vasilij Soborevskij
- Unaveni sluncem 2: Odpor (Utomljonnyje solncem 2: Predstojanie, 2010) – Alexandr
- Kraj (2010) – major Fišman
- Domov (Dom, 2011) – Viktor Šamanov
- Pepel (2013) – Zachar Kuprijanov

## Ocenění
V roce 2006 byl jmenován národním umělcem Ruské federace. V roce 2011 byl vyznamenán Řádem Za zásluhy o Polskou republiku, který převzal v červnu 2013 na polském velvyslanectví v Moskvě.
V roce 2004 získal divadelní cenu Čajka za výkon ve vedlejší roli představení Běsi divadla Sovremennik.
Je držitelem mnoha filmových ocenění. Čtyřikrát získal cenu Nika, za roky 2000 (vedlejší role ve filmu Puberta), 2005 (vedlejší role ve filmu Můj nevlastní bratr Frankenstein), 2008 (hlavní role ve filmu Dvanáct) a 2012 (hlavní role ve filmu Domov). Cenu Zlatý orel získal třikrát, cenu Zlatý beran jednou za vedlejší roli ve filmu Puberta v roce 2001.